# Oxyanthus letouzeyanus
Oxyanthus letouzeyanus là một loài thực vật có hoa trong họ Thiến thảo. Loài này được Sonké mô tả khoa học đầu tiên năm 1989.